# Нітро
Нітро — трилер 2007 року.

## Сюжет
В минулому Макс — профі вуличних гонок, який заробляв викраденням дорогих автомобілів. Але після знайомства з Еліс він веде спокійне і щасливе життя, поки вона не опиняється перед загрозою смерті. Еліс терміново необхідна дорога операція. У пошуках грошей Макс знову вирішує повернутися до свого минулого, до своїх старих друзів і нелегальних вуличних перегонів.